# 新川信號場
新川信號場（日语：／ Shinkawa Shingō-jō */?）是位於新潟縣胎內市，日本國有鐵道（國鐵）羽越本線的號誌站（廢站）。

## 歷史
- 1965年（昭和40年）9月1日：新川信號場至平木田之間雙線化完成，此號誌站啟用[1]。
- 1966年（昭和41年）
  - 8月9日：中條至新川信號場雙線化，使中條至平木田之間雙線化。
  - 9月20日：此號誌站廢除[1]

## 構造
此號誌站位於中條站靠近平木田站一方約3.2公里於，於胎內川的北邊。推測為單線變為雙線的號誌站。
隨著中條至平木田之間雙線化，需要一座新的橋樑跨越胎內川，由於橋樑至平木田之間的路段是在新橋落成前已經開通，因此新川信號場是被視為新建的。

## 周邊
- 胎內川

## 相鄰車站
日本國有鐵道（國鐵）
羽越本線
中條－新川信號場－平木田

## 注腳
1. 1 2  石野哲（編）. . JTB. 1998: 559. ISBN 978-4-533-02980-6 （日语）.

## 相關項目
- 日本號誌站列表（日语：日本の信号場一覧）